# Copycat (criminalité)
Pour les articles homonymes, voir Copycat.
Un copycat désigne à l'origine une personne qui copie le comportement d'une autre. Par extension, ce terme désigne plus spécifiquement une personne qui imite le comportement criminel d'une autre (notamment celui d'un tueur en série), que cette personne soit réelle ou fictive.

## Histoire et étymologie
Le terme copycat (littéralement, "copie chat"), dont l'existence écrite est attestée dès 1887 provient de l'apparentement fait au Moyen-Âge des chats avec le mal. Le mot copycat désigne davantage une piètre imitation qu'une copie de qualité. Le mot copycat pour désigner un meurtrier est utilisé pour la première fois en 1961 dans un article du Daily Telegraph. Le terme, issu de la langue anglaise se répand dans le langage français dès la fin des années 2000.

## Lien avec la violence dans les médias
Si les experts sont divisés sur l'impact que peuvent avoir la diffusion d'images violentes sur le comportement du public, ils s'accordent toutefois sur le fait que la diffusion d'images violentes (fictives ou non) peut stimuler le côté agressif de certaines personnes pour les amener à devenir des copycats.

## Copycat célèbres
- En Belgique, en novembre 2001, un homme de 24 ans revêtu du costume du film Scream poignarde à mort sa jeune voisine, une adolescente de 15 ans[6] ;
- En 2008, un homme est reconnu coupable d'avoir assassiné 2 femmes qu'il avait trouvées dans le quartier de Whitechapel à Londres, quartier où sévissait Jack l'Eventreur[5] ;
- 12 meurtres seraient directement inspirés du film Tueurs nés[5] ;
- En 1981, John Hinckley, Jr. tente d'assassiner Ronald Reagan. Cette tentative d'assassinat est directement liée au film Taxi Driver où un vétéran de la guerre du Viet-Nâm tente d'assassiner un candidat à l'élection présidentielle américaine. Durant son procès, John Hinckley, Jr. a précisé que son geste avait pour but d'attirer l'attention de Jodie Foster, qui jouait dans ce film[5].

## Dans la fiction

### Séries
- Dans la soixante-troisième intrigue (noces rouges) de la série Demain nous appartient (épisodes 1177 à 1196), Vanessa Lehman (interprété par Victoire Dauxerre) reprend le flambeau d’un tueur en série qui s’en prenait aux professionnels du mariage. C’est à la suite du refus de son compagnon de se marier qu’elle se mit à sévir en atteignant 7 victimes au moment de son arrestation.

- Copycat est le titre du premier épisode de la saison 9 de Section de recherches ;
- Le 7ème épisode de la saison 7 de Monk met en scène un copycat.
- Le 18ème épisode de la saison 3 de Lucifer met en scène le copycat du "tueur des cœurs brisés".

### Films
- Copycat est le titre d’un film de Jon Amiel

### Note
- (en) Cet article est partiellement ou en totalité issu de l’article de Wikipédia en anglais intitulé « Copycat crime » (voir la liste des auteurs).